# Philippe Dautzenberg
Philippe Dautzenberg ( Ixelles, Bruxelas, 20 de dezembro de 1849 – Paris, 9 de maio de 1935) foi um malacologista belga, biólogo especializado no ramo da zoologia de invertebrados que trata dos moluscos. Ele era um amador e autodidata, que na verdade era dono de uma fábrica de tapetes e estofados. Ele também era um homem de família dedicado com 12 filhos.
Ele reuniu, graças às suas muitas conexões em todo o mundo, grande parte da coleção de conchas do Instituto Real Belga de Ciências Naturais, que consiste em 9.000.000 de espécimes e é uma das três maiores coleções de conchas do mundo.
Participou das pesquisas científicas do Príncipe Alberto I de Mônaco e autor de 210 trabalhos publicados (entre 1881 e 1937 (post mortem)) no campo da malacologia. Ele descreveu 1895 novos táxons. Colecionou conchas desde tenra idade, resultando em sua coleção pessoal de cerca de 4,5 milhões de espécimes, relativos a 33.000 táxons recentes e 7.000 espécies fósseis. Ele referenciou 82.000 espécimes em fichas.
Pertenceu a várias sociedades científicas na Bélgica e na França, incluindo a Société royale malacologique de Belgique, a Société linnéenne de Lyon (1921–1935) e a Société d'histoire naturelle de l'Afrique du Nord (1926). Em 1892 foi nomeado presidente da Société zoologique de France.

## Trabalhos selecionados
- Contribuição à faune malacologique des Îles Açores, 1889 – Contribuição para a fauna malacológica dos Açores.
- Voyage de la goelette Melita aux Canaries et au Senegal 1889-–890 – Viagem da escuna Melita às Ilhas Canárias e Senegal em 1889–90).
- Contribuição à la faune malacologique de l'Indochina, (com H Fischer), 1906 – Contribuição para a fauna malacológica da Indochina.
- Mollusques et brachiopodes, 1910 – Moluscos e braquiópodes.
- Pectinidés, 1912 (com Arthur René Jean Baptiste Bavay ) – Pectinidae.
- Sinistrorsités et dextrorsités tératologiques chez les mollusques gastéropodes, 1914.
- Faunule malacologique marine du Val-André (Côtes-du-Nord), 1920 – Fauna malacológica marinha de Val-André ( Côtes-du-Nord ).
- Dautzenberg P. (1923) "Mollusques terrestres de la Nouvelle-Calédonie et des îles Loyalty". 135-156. In: Sarasin F. & Roux J. (eds.) (1923). Nova Caledônia. Forschungen in Neu-Caledonien und auf den Loyalty-Inseln. Recherches scientifiques en Nouvelle-Calédonie et aux iles Loyalty. A. Zoologia Volume III.(1), CD Kriedel's Verlag,
- Moluscos testacés marins de Madagascar, 1929 – Marisco marinho de Madagascar.
- "Coleção de Ph. Dautzenberg de Cypraeidae", (em inglês, 1952; com FA Schilder ; Maria Schilder ); parte da série: Institut royal des sciences naturelles de Belgique; Memórias.[4]